# ووگلی‌بوز
ووگلی‌بوز (انگلیسی: Voglibose) با نام تجاری Voglib یک مهارکننده آلفا گلوکوزیداز است که برای کاهش سطح گلوکز خون پس از غذا در افراد مبتلا به دیابت استفاده می‌شود. ووگلی‌بوز جذب گلوکز را به تاخیر می اندازد و در نتیجه خطر عوارض ماکروواسکولار را کاهش می‌دهد.
هیپرگلیسمی پس از غذا (PPHG) در درجه اول به دلیل ترشح فاز اول انسولین است.  مهارکننده های آلفا گلوکوزیداز جذب گلوکز را در سطح روده به تاخیر می‌اندازند و در نتیجه از افزایش ناگهانی گلوکز بعد از غذا جلوگیری می‌کنند.
سه داروی اصلی این دسته آکاربوز، میگلیتول و ووگلی‌بوز هستند که ووگلی‌بوز جدیدترین آنهاست.